# Hampton County
Hampton County ist ein County im Bundesstaat South Carolina der Vereinigten Staaten. Das U.S. Census Bureau hat bei der Volkszählung 2020 eine Einwohnerzahl von 18.561 ermittelt. Der Verwaltungssitz (County Seat) ist Hampton.

## Geographie
Das County liegt im Süden von South Carolina, grenzt im Südwesten an Georgia und hat eine Fläche von 1457 Quadratkilometern, wovon 7 Quadratkilometer Wasserfläche sind. Es grenzt im Uhrzeigersinn an folgende Countys: Bamberg County, Colleton County, Beaufort County, Jasper County, Effingham County (Georgia), Screven County (Georgia) und Allendale County.

## Geschichte
Hampton County wurde am 18. Februar 1878 gebildet. Benannt wurde es nach Wade Hampton III, einem Senator, Gouverneur von South Carolina und General der Konföderierten.

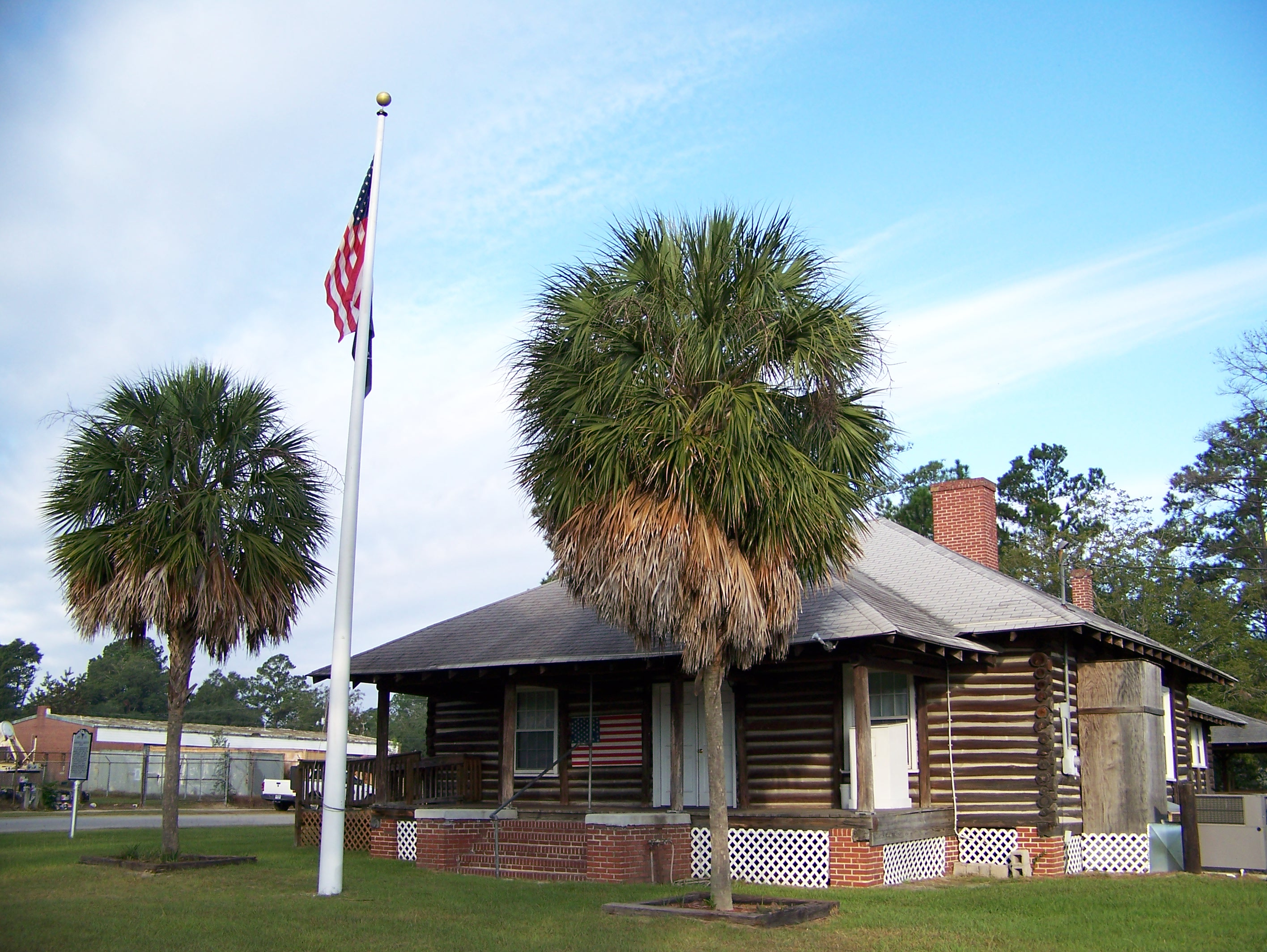
Die American Legion Hut ist einer von 14 Einträgen des Countys im NRHP.

14 Bauwerke und Stätten des Countys sind im National Register of Historic Places (NRHP) eingetragen (Stand 28. Juli 2018).

## Demografische Daten
Nach der Volkszählung im Jahr 2000 lebten im Hampton County 21.386 Menschen in 7.444 Haushalten und 5.315 Familien. Die Bevölkerungsdichte betrug 15 Einwohner pro Quadratkilometer. Ethnisch betrachtet setzte sich die Bevölkerung zusammen aus 42,89 Prozent Weißen, 55,67 Prozent Afroamerikanern, 0,20 Prozent amerikanischen Ureinwohnern, 0,17 Prozent Asiaten, 0,01 Prozent Bewohnern aus dem pazifischen Inselraum und 0,62 Prozent aus anderen ethnischen Gruppen; 0,43 Prozent stammten von zwei oder mehr Ethnien ab. 2,56 Prozent der Bevölkerung waren spanischer oder lateinamerikanischer Abstammung.
Von den 7.444 Haushalten hatten 34,6 Prozent Kinder unter 18 Jahre, die bei ihnen lebten. 47,9 Prozent waren verheiratete, zusammenlebende Paare, 18,8 Prozent waren allein erziehende Mütter, 28,6 Prozent waren keine Familien, 25,8 Prozent waren Singlehaushalte und in 11,2 Prozent lebten Menschen mit 65 Jahren oder darüber. Die Durchschnittshaushaltsgröße betrug 2,64 und die durchschnittliche Familiengröße betrug 3,19 Personen.
27,6 Prozent der Bevölkerung war unter 18 Jahre alt. 8,5 Prozent zwischen 18 und 24, 29,7 Prozent zwischen 25 und 44, 22,1 Prozent zwischen 45 und 64 und 12,1 Prozent waren 65 Jahre alt oder älter. Das Durchschnittsalter betrug 35 Jahre. Auf 100 weibliche Personen kamen 103,8 männliche Personen und auf 100 Frauen im Alter von 18 Jahren und darüber kamen 103,9 Männer.
Das jährliche Durchschnittseinkommen eines Haushalts betrug 28.771 USD, das Durchschnittseinkommen einer Familie betrug 34.559 USD. Männer hatten ein Durchschnittseinkommen von 29.440 USD, Frauen 20.418 USD. Das Prokopfeinkommen betrug 13.129 USD. 17,8 Prozent der Familien und 21,8 Prozent der Bevölkerung lebten unterhalb der Armutsgrenze.